# Marina Abramović

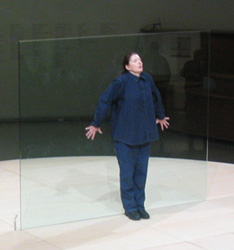
Marina Abramović (2005)

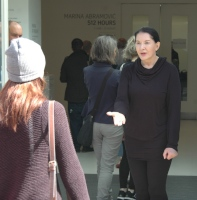
Marina Abramović in de Serpentine Gallery (2014)

Marina Abramović (Servisch: Марина Абрамовић) (Belgrado, 30 november 1946) is een Servische kunstenares die zich bezighoudt met performancekunst. Ze studeerde van 1965 tot 1970 aan de Academie voor Schone Kunsten in Belgrado.

## Leven en werk
In het begin van haar carrière maakte ze vooral gebruik van geluidsexperimenten. Na verloop van tijd werden haar performances steeds heftiger. In 1974 liep een performance in Galleria Studio Mona uit op een vechtpartij en werd deze voortijdig beëindigd. Zelfbeschadiging en uitputting zijn kenmerkend voor haar performances. Een andere performance, Rhythm 0, eindigde met Abramović die verwond werd door het publiek. Abramović: "De meeste mensen ontwijken wat ze als bedreigend of onbekend ervaren. Door zulke dingen juist wél te doen stel je jezelf open voor nieuwe ervaringen. We hoopten met onze performances ons publiek ook door die opening te duwen."
Aangemoedigd door haar ('het is de 21e eeuw, het wordt hoog tijd om die kloteproblemen met naaktheid achter ons te laten') overwon verslaggever Max Terpstra van het televisieprogramma Sophie & Jeroen in 2024 zijn ongemak om naakt in beeld te komen. Ze houdt van Nederland omdat dat hier kan op televisie. 'In de VS zou hij ontslagen worden'.

### Abramović en Ulay
Van 1976 tot 1988 heeft ze samengewerkt met de kunstenaar Ulay, met wie ze ook samenleefde. Het doorstaan van langdurige lichamelijke pijn was onderdeel van hun werk. Bij alles stelden Ulay en Abramović hun fysieke of mentale uithoudingsvermogen op de proef. Zo lijkt de opname van Breathing In - Breathing Out (1977) op het eerste gezicht een intieme zoen. Maar hun neuzen zitten dicht met sigarettenfilters, zodat het duo negentien minuten lang elkaars adem in moet ademen. In de serie Nightsea Crossing zitten ze op verschillende plaatsen ter wereld urenlang zonder eten of drinken aan weerszijden van een lange tafel. In 1988 kwam er een einde aan de intensieve samenwerking van het duo. In hun laatste performance liepen ze over de Chinese Muur, waarbij ze elk aan één kant begonnen om elkaar na drie maanden halverwege te treffen.

### Diversen
Van 14 maart tot 31 mei 2010 wijdde het Museum of Modern Art (MoMA) in New York een retrospectief aan het werk van Abramović getiteld Marina Abramović: The Artist is Present. De tentoonstelling werd georganiseerd door curator Klaus Biesenbach en bevatte naast documentatiemateriaal ook heruitvoeringen van oudere performances van Abramović en Ulay. Het was het eerste retrospectief in het MoMA dat volledig in het teken stond van performancekunst, en met meer dan 850.000 bezoekers tevens een van de succesvolste tentoonstellingen in de geschiedenis van het museum. Bij deze gelegenheid voerde Abramović ook zelf een nieuwe performance uit, eveneens onder de titel The Artist is Present. Voor deze performance, die net als de tentoonstelling ongeveer drie maanden duurde, zat de kunstenaar gedurende de openingstijden van het MoMA in stilte op een stoel in het atrium van het museum. Bezoekers konden op een stoel tegenover Abramović plaatsnemen om haar in stilte recht in de ogen te kijken zo lang als zij zelf wilden. Op de eerste dag van de performance schoof Ulay aan bij Abramović, wat resulteerde in een emotioneel moment gevolgd door applaus. In totaal zat Abramović 736 uur en 30 minuten op de stoel, en maakte zij oogcontact met ruim 1500 mensen. Ieder van hen werd gefotografeerd door de Italiaanse fotograaf Marco Anelli. Deze portretten, voorzien van het tijdstip en de duur van hun ontmoeting met de kunstenaar, zijn te zien op de website van de tentoonstelling, en gebundeld in het boek Portraits in the Presence of Marina Abramović.
De Amerikaanse regisseur Matthew Akers maakte samen met de producent Jeff Dupre over de performance een documentaire, die in 2012 in première ging op het Sundance Film Festival.
In de zomer van 2014 deed zij een show getiteld 512 hours in de Serpentine Gallery in Londen. In drie witte ruimtes werden steeds slechts 160 bezoekers tegelijkertijd toegelaten, die door haar op bepaalde plekken werden neergezet waar zij uitgenodigd werden in stilte het moment ten volle te ervaren. Zij werd bijgestaan door zes in het zwart geklede helpers. Mobiele telefoons, camera's en zelfs horloges waren ongewenst.

## Opleidingen
Van 1990 tot 1995 was Abramović gastprofessor aan de Académie des Beaux-Arts in Parijs en aan de Berlijnse Hogeschool voor de Kunsten. Van 1992 tot 1996 was ze ook gastprofessor aan de Hochschule für bildende Künste Hamburg en van 1997 tot 1997. Ze gaf hier workshops, lessen en groep performances. Onder andere Chiharu Shiota deed hier bij Marina Abromovic een opleiding. In 2004 was zij hoogleraar performancekunst aan de Hochschule für bildende Künste Braunschweig.
In 2007 wilde Abramovic in een pand in New York haar Marina Abramovic Institute oprichten. Architect Rem Koolhaas zou het gebouw verbouwen. Het Marina Abramovic institute moest fungeren als een archief voor de performancekunst van Abramovic en een plek zijn waar nieuwe kunstenaars konden expirimenteren met performancekunst. In 2017 werd het project gestopt wegens de kosten en werd het Marina Abramovic Institute een reizend instituut.

## Schending auteursrechten
In september 2016 oordeelde een Amsterdamse rechter dat de performancekunstenares ruim 350.000 euro moet betalen aan haar voormalig partner Ulay. Abramović moet dit aanzienlijke bedrag betalen, omdat ze Ulays auteursrechten niet zou hebben gerespecteerd toen ze onder andere samenwerkte met Adidas.

## Tentoonstellingen
- Lisson Gallery, Shanghai (2023)
- Royal Academy of Arts, Londen (2023-2024)
- Stedelijk Museum Amsterdam (2024)[10]